# Sole d'Europa
"Sole d'Europa" (tradução portuguesa: "Sol da Europa") foi a canção que representou a Itália no Festival Eurovisão da Canção 1993 que teve lugar em 15 de maio de 1993, em Millstreet, Irlanda. Foi interpretada em italiano por Enrico Ruggeri. Foi a primeira canção a ser interpretada, antes da canção turca "Esmer yarim", cantada por Burak Aydos. Terminou a competição em 12º lugar (entre 25 participantes), tendo recebido um total de 45 pontos. Informações sobre a canção.
A Itália só voltaria em 1997, onde se fez representar com a canção "Fiumi di parole", interpretada por Jalisse.

## Autores
A canção tinha letra e música de Enrico Ruggeri e foi orquestrada por Vittorio Cosma.

## Letra
A canção é uma balada dramática, com Ruggeri pedindo ao sol para banhar a Europa de luz para que ela possa esquecer os seus problemas. Letra da canção.